# Campeonato Paraguayo de Fútbol 1992
El Campeonato Paraguayo de Fútbol 1992 de la Primera División de Paraguay fue el octagésimo segundo campeonato de Primera División organizado por la Liga Paraguaya de Fútbol (LPF).
Finalmente, Cerro Porteño se consagró campeón por 22ª vez en su historia al derrotar en la final a Libertad.

## Sistema de competición
El modo de disputa implementado fue el de tres fases: las dos primeras con los 12 clubes con el sistema de todos contra todos a una vuelta, es decir a once jornadas; y de la fase final, donde clasifican los cuatro mejores ubicados en cada fase. Si un mismo equipo se ubicara entre los cuatro mejores en cada fase, clasificará entonces el equipo con mayor puntaje acumulado entre las dos fases, fuera de los ya clasificados.
Dependiendo de su ubicación al final de cada una de las dos primeras fases, los equipos reciben puntos de bonificación, 1 para el primero, 0.75 para el segundo, 0.5 para el tercero y 0.25 para el cuarto, sumándose los puntos de bonificación obtenidas en cada fase. Si un equipo clasificara como resultado de mayor puntaje acumulado entre las dos fases (es decir, si existiese algún equipo que estuvo entre los 4 mejores en cada fase), este no obtendrá puntos de bonificación.
La fase final consiste en dos etapas: la primera es una fase de grupos con 4 equipos, donde se juega con el sistema todos contra todos a una vuelta. Los dos mejores ubicados en cada uno de los grupos clasifican a la segunda etapa, consistente en semifinales y una final jugada a dos partidos cada uno, ganando una llave aquel equipo con mayor cantidad de goles anotados. Si ambos equipos empataran en cantidad de goles anotados, se jugará un partido de desempate definitorio. El ganador de la final es coronado Campeón 1992.

## Relevo anual de clubes
| Ascendidos a Primera División                            |
| -------------------------------------------------------- |
| Presidente Hayes (Campeón de la Primera de Ascenso 1991) |

| Descendidos a Primera de Ascenso                   |
| -------------------------------------------------- |
| Sport Colombia (Equipo con peor puntaje acumulado) |

## Equipos participantes
| Equipo           | Ciudad                 | Estadio                  | Capacidad |
| ---------------- | ---------------------- | ------------------------ | --------- |
| Cerro Corá       | Asunción               | General Andrés Rodríguez | 6.000     |
| Cerro Porteño    | Asunción               | General Pablo Rojas      | 32.910    |
| Colegiales       | Asunción               | Luciano Zacarías         | 15.000    |
| Guaraní          | Asunción               | Rogelio Livieres         | 6.000     |
| Libertad         | Asunción               | Dr. Nicolás Leoz         | 10.000    |
| Nacional         | Asunción               | Arsenio Erico            | 4.000     |
| Olimpia          | Asunción               | Manuel Ferreira          | 15.000    |
| Presidente Hayes | Asunción               | Kiko Reyes               | 5.000     |
| River Plate      | Asunción               | Jardines del Kelito      | 5.000     |
| San Lorenzo      | San Lorenzo            | Ciudad Universitaria     | 3.000     |
| Sol de América   | Asunción y Villa Elisa | Luis Alfonso Giagni      | 5.000     |
| Sportivo Luqueño | Luque                  | Feliciano Cáceres        | 25.000    |

## Primera fase

### Clasificación
| Pos. | Equipos          | PJ | PG | PE | PP | GF | GC | Dif. | Pts. |
| ---- | ---------------- | -- | -- | -- | -- | -- | -- | ---- | ---- |
| 1.   | Olimpia          | 11 | 6  | 5  | 0  | 19 | 6  | 13   | 17   |
| 2.   | Sportivo Luqueño | 11 | 7  | 3  | 1  | 15 | 8  | 7    | 17   |
| 3.   | Colegiales       | 11 | 4  | 5  | 2  | 17 | 10 | 7    | 13   |
| 4.   | Nacional         | 11 | 4  | 4  | 3  | 12 | 11 | 1    | 12   |
| 5.   | Guaraní          | 11 | 3  | 5  | 3  | 16 | 17 | -1   | 11   |
| 6.   | Sol de América   | 11 | 3  | 4  | 4  | 14 | 13 | 1    | 10   |
| 7.   | Cerro Corá       | 11 | 4  | 2  | 5  | 10 | 12 | -2   | 10   |
| 8.   | River Plate      | 11 | 3  | 4  | 4  | 12 | 15 | -3   | 10   |
| 9.   | Presidente Hayes | 11 | 3  | 4  | 4  | 10 | 14 | -4   | 10   |
| 10.  | Libertad         | 11 | 3  | 3  | 5  | 14 | 16 | -2   | 9    |
| 11.  | Cerro Porteño    | 11 | 1  | 6  | 4  | 10 | 13 | -3   | 8    |
| 12.  | San Lorenzo      | 11 | 1  | 3  | 7  | 6  | 20 | -14  | 5    |

 Pos=Posición; PJ=Partidos jugados; PG=Partidos ganados; PE=Partidos empatados; PP=Partidos perdidos; GF=Goles a favor; GC=Goles en contra; Dif=Diferencia de goles; Pts=Puntos
1. 1 2  Olimpia y Sportivo Luqueño empataron en la primera posición al terminar la primera fase, por lo que jugaron un partido de desempate para determinar el primer puesto (y la bonificación). Lo ganó Olimpia 3:1.

|  |                                              |
|  | Clasificado a la Fase final con bonificación |

## Segunda fase

### Clasificación
| Pos. | Equipos          | PJ | PG | PE | PP | GF | GC | Dif. | Pts. |
| ---- | ---------------- | -- | -- | -- | -- | -- | -- | ---- | ---- |
| 1.   | Cerro Porteño    | 11 | 8  | 1  | 2  | 19 | 9  | 10   | 17   |
| 2.   | Olimpia          | 11 | 7  | 2  | 2  | 18 | 8  | 10   | 16   |
| 3.   | Libertad         | 11 | 5  | 5  | 1  | 18 | 12 | 6    | 15   |
| 4.   | Guaraní          | 11 | 5  | 4  | 2  | 15 | 10 | 5    | 14   |
| 5.   | Colegiales       | 11 | 5  | 3  | 3  | 16 | 15 | 1    | 13   |
| 6.   | Presidente Hayes | 11 | 4  | 3  | 4  | 12 | 11 | 1    | 11   |
| 7.   | River Plate      | 11 | 3  | 4  | 4  | 9  | 15 | -6   | 10   |
| 8.   | Cerro Corá       | 11 | 3  | 4  | 4  | 11 | 10 | 1    | 10   |
| 9.   | Sol de América   | 11 | 3  | 2  | 6  | 12 | 14 | -2   | 8    |
| 10.  | Nacional         | 11 | 2  | 3  | 6  | 9  | 16 | -7   | 7    |
| 11.  | San Lorenzo      | 11 | 3  | 1  | 7  | 13 | 17 | -4   | 7    |
| 12.  | Sportivo Luqueño | 11 | 1  | 2  | 8  | 7  | 20 | -13  | 4    |

 Pos=Posición; PJ=Partidos jugados; PG=Partidos ganados; PE=Partidos empatados; PP=Partidos perdidos; GF=Goles a favor; GC=Goles en contra; Dif=Diferencia de goles; Pts=Puntos
|  |                                              |
|  | Clasificado a la Fase final con bonificación |

## Fase final
Los 4 mejores ubicados de la primera y segunda fase clasificaron a la Fase final, que definiría el campeonato. Debido a que Olimpia finalizó en los 4 mejores puestos en ambas fases, el octavo lugar fue tomados por el mejor ubicado en la tabla de puntaje acumulado fuera de los ya clasificados, Presidente Hayes.
Los contendientes fueron beneficiados con puntos de bonificación, conforme a la posición en la que finalizaron las anteriores instancias, sumándose los puntos de bonificación obtenidos en cada fase. Obtuvieron extras 1, 0.75, 0.5 y 0.25 el primer, segundo, tercer, cuarto respectivamente. Presidente Hayes no recibió puntos de bonificación, debido a que no finalizó entre los 4 mejores en alguna fase.
En la primera etapa, los 8 equipos fueron divididos en dos grupos, donde jugarían una liguilla a una vuelta. Los dos mejores de cada grupo clasificaron a la semifinal, donde un equipo gana su llave con mayor cantidad de goles anotados. Si hubiera un empate en esta cantidad, se jugaría un partido de desempate adicional para dirimir al ganador.

### Fase de grupos

#### Grupo A
| Pos. | Equipos  | PJ | PG | PE | PP | GF | GC | Dif. | Bon.   | Pts. |
| ---- | -------- | -- | -- | -- | -- | -- | -- | ---- | ------ | ---- |
| 1.   | Libertad | 3  | 3  | 0  | 0  | 9  | 2  | 7    | 0+0.5  | 6.5  |
| 2.   | Olimpia  | 3  | 1  | 1  | 1  | 5  | 4  | 1    | 1+0.75 | 4.75 |
| 3.   | Nacional | 3  | 1  | 0  | 2  | 3  | 6  | -3   | 0+0.25 | 2.25 |
| 4.   | Guaraní  | 3  | 0  | 1  | 2  | 2  | 6  | -4   | 0+0.25 | 1.25 |

 Pos=Posición; PJ=Partidos jugados; PG=Partidos ganados; PE=Partidos empatados; PP=Partidos perdidos; GF=Goles a favor; GC=Goles en contra; Dif=Diferencia de goles; Bon=Bonificación; Pts=Puntos

#### Grupo B
| Pos. | Equipos          | PJ | PG | PE | PP | GF | GC | Dif. | Bon.   | Pts. |
| ---- | ---------------- | -- | -- | -- | -- | -- | -- | ---- | ------ | ---- |
| 1.   | Cerro Porteño    | 3  | 1  | 2  | 0  | 4  | 2  | 2    | 0+1    | 5    |
| 2.   | Sportivo Luqueño | 3  | 0  | 3  | 0  | 2  | 2  | 0    | 0.75+0 | 3.75 |
| 3.   | Presidente Hayes | 3  | 1  | 1  | 1  | 3  | 4  | -1   | 0+0    | 3    |
| 4.   | Colegiales       | 3  | 0  | 2  | 1  | 2  | 3  | -1   | 0.5+0  | 2.5  |

 Pos=Posición; PJ=Partidos jugados; PG=Partidos ganados; PE=Partidos empatados; PP=Partidos perdidos; GF=Goles a favor; GC=Goles en contra; Dif=Diferencia de goles; Bon=Bonificación; Pts=Puntos

### Fase final
|  | Semifinales      | Semifinales      | Semifinales | Semifinales | Semifinales |   |               | Final         | Final | Final | Final | Final |
|  |                  |                  |             |             |             |   |               |               |       |       |       |       |
|  | Olimpia          | Olimpia          | 0           | 0           | 0           |   |               |               |       |       |       |       |
|  | Cerro Porteño    | Cerro Porteño    | 0           | 1           | 1           |   |               |               |       |       |       |       |
|  |                  |                  |             |             |             |   | Cerro Porteño | Cerro Porteño | 2     | 0     | 2     |       |
|  |                  | Libertad         | Libertad    | 2           | 0           | 2 |               |               |       |       |       |       |
|  | Libertad         | Libertad         | 1           | 3           | 4           |   |               |               |       |       |       |       |
|  | Sportivo Luqueño | Sportivo Luqueño | 0           | 3           | 3           |   |               |               |       |       |       |       |

1. 1 2  Cerro Porteño y Libertad empataron en el marcador global tras los dos partidos, por lo que jugaron un partido de desempate para determinar el campeón. Lo ganó Cerro Porteño 5:0.

|  | Cerro Porteño | 5:0 | Libertad |  |  |

|                          |
| Cerro Porteño 22º título |

## Clasificación a copas internacionales
- Para la Copa Libertadores 1993 clasificaron dos: el campeón del Campeonato 1992 (Cerro Porteño) y el ganador de un partido definitorio entre el subcampeón del Campeonato (Libertad) y el campeón del Torneo República 1992 (Olimpia):[2]

| 1992 | Libertad | 1:1 | Olimpia |  |  |

| 1992 | Olimpia | 1:1 (3:2 p.) | Libertad |  |  |

Tras empatar 2:2 en el marcador global y ganar en tandas de penales 3:2, Olimpia clasificó a la Copa Libertadores 1993.

## Descenso de categoría
El puntaje acumulado de un equipo es la suma del obtenido en la primera y segunda fase del Campeonato 1992. Este determinó, al final del Campeonato, el descenso a la Primera de Ascenso del equipo que acabó en el último lugar de la tabla.

### Puntaje acumulado
| Pos. | Equipos          | PJ | PG | PE | PP | GF | GC | Dif. | Pts. |
| ---- | ---------------- | -- | -- | -- | -- | -- | -- | ---- | ---- |
| 1.   | Olimpia          | 22 | 13 | 7  | 2  | 37 | 14 | 23   | 33   |
| 2.   | Colegiales       | 22 | 9  | 8  | 5  | 33 | 25 | 8    | 26   |
| 3.   | Cerro Porteño    | 22 | 9  | 7  | 6  | 29 | 22 | 7    | 25   |
| 4.   | Guaraní          | 22 | 8  | 9  | 5  | 31 | 27 | 4    | 25   |
| 5.   | Libertad         | 22 | 8  | 8  | 6  | 32 | 28 | 4    | 24   |
| 6.   | Presidente Hayes | 22 | 7  | 7  | 8  | 22 | 25 | -3   | 21   |
| 7.   | Sportivo Luqueño | 22 | 8  | 5  | 9  | 22 | 28 | -6   | 21   |
| 8.   | Cerro corá       | 22 | 7  | 6  | 9  | 21 | 22 | -1   | 20   |
| 9.   | River Plate      | 22 | 6  | 8  | 8  | 21 | 30 | -9   | 20   |
| 10.  | Nacional         | 22 | 6  | 7  | 9  | 21 | 27 | -6   | 19   |
| 11.  | Sol de América   | 22 | 6  | 6  | 10 | 26 | 27 | -1   | 18   |
| 12.  | San Lorenzo      | 22 | 4  | 4  | 14 | 19 | 37 | -18  | 12   |

 Pos=Posición; PJ=Partidos jugados; PG=Partidos ganados; PE=Partidos empatados; PP=Partidos perdidos; GF=Goles a favor; GC=Goles en contra; Dif=Diferencia de goles; Pts=Puntos
|  |                                  |
|  | Descendido a Primera de Ascenso. |